# هنري إم. ساج
هنري إم. ساج هو سياسي أمريكي، ولد في 18 مايو 1868 في ألباني في الولايات المتحدة، وتوفي في 25 سبتمبر 1933 في ميناندز في الولايات المتحدة. نشط حزبياً في الحزب الجمهوري. وقد انتخب عضو مجلس ولاية نيويورك ‏.